# Afgeknotte tetraëder
Een afgeknotte tetraëder is een archimedisch lichaam met acht zijvlakken, waarvan vier een gelijkzijdige driehoek en vier een regelmatige zeshoek, 12 hoekpunten en 18 ribben. De figuur ontstaat als bij een regelmatig viervlak de hoeken zodanig worden afgeknot dat de ribben gelijk zijn. Een afgeknotte tetraëder heeft tetrahedrale symmetrie Th, dus heeft dezelfde symmetriegroep als een regelmatig viervlak.
De oppervlakte {\displaystyle A} en inhoud {\displaystyle V} van een afgeknotte tetraëder waarbij {\displaystyle a} de lengte van een ribbe is, worden gegeven door:
{\displaystyle A=7{\sqrt {3\ }}~a^{2}\approx 12,1244~a^{2}}
{\displaystyle V={23 \over 12}{\sqrt {2\ }}~a^{3}\approx 2,7106~a^{3}}
- MathWorld. Truncated Tetrahedron.